# 161-es busz (Pécs)
A pécsi 161-es jelzésű autóbusz a Malomvölgyi úti lakótelep és a Belváros között teremtett közvetlen kapcsolatot gyorsjárat formájában. A reggeli órákban közlekedett csak, ekkor volt kihasználtsága. 37 perc alatt tette meg a 14,2 km-es távot.

## Története
1995. nyarától közlekedett, a délelőtti 106-os és a 61-es vonalak összevonásából. Később délelőtt és délután egyaránt közlekedett a 106-os és a 161-es is. 2006. szeptember 1-jétől a járat végállomása megváltozott, az összevont kertvárosi végállomásra került, amely a Sztárai Mihály úton található. 2008. december 14-e óta csak délelőtt közlekedett, tanév tartama alatt reggeli és délutáni, valamint nyári tanszünetben délelőtti szerepét átvette a 71-es.

## Útvonala
| Kertváros – Malomvölgyi út:                                     | Malomvölgyi út – Belváros: | Belváros-Kertváros                                                                                        |
| --------------------------------------------------------------- | --- | --- |
| - Kertváros - Sztárai Mihály út - Nagy Imre út - Malomvölgyi út | - Malomvölgyi út - Nagy Imre út - Maléter Pál út - Málomi út - Táncsics Mihály utca - Siklósi út - Alsómalom utca - Rákóczi út | - Szabadság út - Indóház tér - Vasút utca - Kálvin János utca - Siklósi út - II. János Pál út - Kertváros |

## Megállóhelyei
| sz. | megállóhely neve | menetidő (perc) | menetidő (perc) | átszállási kapcsolatok                                                                                      | intézmények                                                |
| --- | ---------------- | --------------- | --------------- | --- | ---------------------------------------------------------- |
| 0   | Kertváros        | 0               | 30              | 3, 6, 7, 71, 72, 55, 55Y, 61, 61Y, 62, 63, 63Y, 162, 89, 89A                                                |                                                            |
| 1   | Csontváry utca   | 1               | -               | 1, 3, 6, 71, 50, 55, 60, 61, 61Y, 62, 63, 63Y, 162, 89, 89A                                                 | Apáczai Csere János Nevelési Központ                       |
| 2   | Eszék utca       | 3               | -               | 61, 71, 61Y, 63, 63Y                                                                                        | Simonyi Károly Szakközépiskola és Szakiskola               |
| 3   | Derék-réti út    | 4               | -               | 61, 71, 61Y, 63, 63Y                                                                                        |                                                            |
| 4   | Malomvölgyi út   | 7               | 0               | 61, 71, 61Y, 63, 63Y                                                                                        | Kis gyaloglással: Malomvölgyi tó                           |
| 5   | Derék-réti út    | -               | 1               | 61, 71, 61Y, 63, 63Y                                                                                        |                                                            |
| 6   | Eszék utca       | -               | 2               | 61, 71, 61Y, 63, 63Y                                                                                        | Simonyi Károly Szakközépiskola és Szakiskola               |
| 7   | Várkonyi N. utca | -               | 4               | 1, 3, 6, 50, 55, 60, 89, 89A                                                                                |                                                            |
| 8   | Krisztina tér    | -               | 6               | 1, 6, 50, 55Y, 60, 89, 89A                                                                                  |                                                            |
| 9   | Enyezd utca      | -               | 8               | 60 |                                                            |
| 10  | Bőrgyár          | -               | 12              | 3, 6, 7, 71, 72, 41, 42, 50, 60, 162                                                                        | Bőrgyár, Pannon Volán telephely                            |
| 11  | Autóbusz-állomás | -               | 13              | 3, 6, 106, 7, 71, 72, 60, 162                                                                               | Távolsági autóbusz-állomás, Árkád, Vásárcsarnok            |
| 12  | Árkád            | -               | 16              | 2, 2A, 3, 4, 6, 7, 71, 72, 20, 20A, 27, 31, 31A, 38, 38A, 39, 40, 43, 113Y, 114, 115, 162                   | Árkád, Konzum áruház, Anyakönyvi Önkormányzat, APEH, Skála |
| 13  | Zsolnay-szobor   |                 | 19              | 2, 2A, 3, 4, 6, 7, 71, 72, 20, 20A, 27, 30T, 31, 31A, 32, 34, 35, 35A, 36, 37, 38, 38A, 39, 40, 43, 44, 162 | Postapalota, OTP, ÁNTSZ, Megyei Bíróság, Zsolnay-szobor    |
| 14  | Főpályaudvar     | -               | 21              | 3, 4, 6, 7, 71, 72, 30, 31, 31A, 32, 33, 34, 35, 35A, 36, 37, 38, 38A, 39, 40, 41, 42, 43, 50, 162          | Vasútállomás, MÁV Területi Igazgatósága, Autóbusz-állomás  |
| 15  | Kertváros        | -               | 29              | 3, 6, 7, 71, 72, 55, 55Y, 61, 61Y, 62, 63, 63Y, 162, 89, 89A                                                |                                                            |